# Ivan Dominik Juras
Ivan Dominik Juras, (Rab, 23. prosinca 1742. – Pula, 19. rujna 1802.) bio je pulski biskup.

## Životopis
Ivan Dominik Juras, poznat i kao Rabljanin, rođen je na Rabu 1742. godine. Bio je zaređen za svećenika 14. kolovoza 1766. Studirao je na sveučilištu u Padovi i ondje 1774. postigao doktorat obaju prava, a u Rimu je 1778. bio posvećen za pulskoga biskupa. Dao je restaurirati katedralu, obogatio njezinu opremu i 1795. nabavio nove orgulje. Također je obnovio dotrajali biskupski dvor. mletačke su mu vlasti osporavale i ograničavale jurisdikciju i stoljetna prava pulskih biskupa, napose oko izbora kanonika stolnog i zbornih kaptola, te je zbog toga često morao putovati na sudske parnice u Veneciju. Dvije opširne relacije o stanju u biskupiji poslao je Kongregaciji u Rim 1786. i 1800. Pula je tada imala oko 900 stanovnika, mletački dio biskupije oko 20 000, a austrijski dio oko 40 000 stanovnika. Biskup se žalio što mu nije bilo moguće otvoriti sjemenište, što je opadao broj hrvatskih kapelana i župnika, što mu nije bilo dopušteno poslati kojega klerika glagoljaša na studij u Propagandin ili Loretski kolegij i što je u biskupiji vladala velika bijeda i oskudica. Teško ga je pogodilo nasilno smanjivanje biskupije austrijsko-mletačkim ugovorom o usuglašavanju njezinih granica s državnom granicom bez znanja i savjetovanja sa Svetom Stolicom, te mu je bila oduzeta jurisdikcija i 1783. zabranjen dolazak i poslovanje u austrijskom dijelu biskupije. Doživio je propast Mletačke Republike i smjenu političke vlasti te je 10. srpnja 1797. zajedno s kanonicima dočekao bečkoga dvorskoga komesara, izrazivši pokornost i lojalnost Caru, čija je vojska bila zaposjela Istru. Međutim, nakon pripojenja Istre Habsburškoj Monarhiji njegovo zauzimanje i molbe za ponovno ujedinjenje biskupije nisu bile uvažene. Umire 1802. godine, a poslije njegove smrti Pulska biskupija nije više imala biskupa i pripojena je porečkoj biskupiji 1830. godine.